# Jacob Bigelow
Jacob Bigelow (Sudbury, 27 febbraio 1787 – Boston, 10 gennaio 1879) è stato un fisico, botanico e illustratore botanico statunitense.
La sua abbreviazione standard in qualità di autore botanico è Bigelow.

## Biografia
Bigelow nacque a Sudbury, nel Massachusetts, il 27 febbraio 1787 (secondo altre fonti sarebbe invece nato nel 1786). Si iscrisse all'Harvard College all'età di sedici anni ove ricevette, nel 1806, un bachelor of arts. Dopo essere stato allievo del fisico John Gorham presso la Boston Latin School, nel 1808 lasciò la capitale del Massachusetts per studiare medicina all'Università della Pennsylvania, ove studiò botanica con Benjamin Barton e si laureò nel 1810.
Nel 1811 Bigelow tornò a Boston e aprì uno studio medico. Nel 1812 tenne una serie di conferenze sulla botanica e fece un'indagine dettagliata sulla flora nell'area di Boston; i suoi resoconti sono documentati sul Florula Bostoniensis (1814). Successivamente, Bigelow estese le sue indagini botaniche nel New Hampshire e nel Vermont. I risultati delle sue analisi scientifiche furono inclusi in una seconda edizione ampliata del Florula Bostoniensis (1824), che viene considerato uno dei più importanti trattati del suo genere del periodo.
Bigelow fu nominato professore di materia medica presso la Harvard Medical School nel 1815 e mantenne l'incarico fino al 1855. Dal 1817 al 1820 uscirono i tre volumi del suo American Medical Botany, da lui illustrato. Inoltre, a Bigelow è attribuita l'invenzione di un nuovo metodo per dipingere delle illustrazioni con una speciale mistura acquosa. Durante gli anni 1820, Bigelow diede importanti contributi alla neonata farmacopea americana.
Bigelow si interessò anche alla meccanica e fu nominato Rumford Professor all'Harvard College, ove insegnò scienze applicate dal 1816 al 1827. Bigelow viene accreditato per aver reso nota la parola "technology" e nel 1829 pubblicò un trattato di meccanica e scienze non biologiche, Elements of Technology. Suoi sono saggi medici e sul tema dell'istruzione. Bigelow fu uno dei progettisti del cimitero di Mount Auburn di Cambridge (Massachusetts). Fu membro dell'American Academy of Arts and Sciences per 67 anni e presidente dell'organizzazione dal 1847 al 1863.
Bigelow morì il 10 gennaio 1879. Egli è sepolto nel cimitero di Mount Auburn.

## Vita privata
Era figlio di Jacob Bigelow, un ministro della Chiesa Congregazionalista, e di Elizabeth (Wells) Bigelow. Si sposò con Mary Scollay e divenne padre del fisico Henry Jacob Bigelow.

## Opere (elenco parziale)
- An introduction to physiological & systematical botany, 1814
- Florula Bostoniensis, 1814
- American Medical Botany, 1817-1820
- Florula bostoniensi, 1824
- Elements of Technology, 1829
- Nature in Disease, 1854
- Eolopoesis, 1855
- History of Mount Auburn, 1860
- On the Limits of Education, 1865
- A Brief Exposition of Rational Medicine, 1867
- The Paradies of Doctors, a Fable, 1867
- Modern Inquiries, 1867
- Remarks on Classical Studies, 1867